# Tetrapocillon minor
Tetrapocillon minor är en svampdjursart som beskrevs av Gustavo Pulitzer-Finali 1993. Tetrapocillon minor ingår i släktet Tetrapocillon och familjen Guitarridae. Inga underarter finns listade i Catalogue of Life.